# Phoroncidia coracina
Phoroncidia coracina är en spindelart som först beskrevs av Simon 1899.  Phoroncidia coracina ingår i släktet Phoroncidia och familjen klotspindlar. Inga underarter finns listade i Catalogue of Life.